# معركة حلق الوادي 1615
وقعت هذه المعركة في ديسمبر 1615 قبالة حلق الوادي، تونس، وكان انتصارًا لسرب خاص إسباني بقيادة فرانسيسكو دي ريبيرا على أسطول تونسي.

## السفن المشاركة
إسبانيا (ريبيرا) 
- سان خوان باوتيستا 36

تونس
- 19 سفينة مسلحة
- 4 سفن ذات 18-20 بندقية تم الاستيلاء عليها
- غرقت إحدى الغنائم قبل الوصول إلى الميناء بسبب أضرار المعركة.